# Caedicius
Caedicius ist der Name (nomen gentile) eines römischen Geschlechts (gens), das in der Republik vom 5. bis zum 3. Jahrhundert v. Chr. bezeugt ist. Vereinzelt finden sich Namensträger auch in späterer Zeit.
Bekannte Angehörige der gens Caedicia waren:
- Caedicius Severus, römischer Offizier (Kaiserzeit)
- Lucius Caedicius, Volkstribun 475 v. Chr.;
- Marcus Caedicius, warnte vor dem Einfall der Gallier 390/387 v. Chr. (siehe Aius Locutius);
- Quintus Caedicius, Centurio zur Zeit des Einfalls der Gallier;
- Gaius Caedicius, Reiterführer in der Schlacht bei Aquilonia 293 v. Chr.;
- Quintus Caedicius Noctua, Konsul 289 v. Chr., Censor 283 v. Chr.;
- Quintus Caedicius, Militärtribun 258 v. Chr.;
- Quintus Caedicius, Konsul 256 v. Chr.;
- Lucius Caedicius, Lagerpräfekt zur Zeit der Varusschlacht 9 n. Chr.